# 夢の時
『夢の時』(ゆめのとき、英語: Dreamtime) は武満徹作曲によるオーケストラのための音楽作品。1981年 (昭和56年) に作曲された。

## 作曲の経緯
チェコの振付師イリ・キリアンの委嘱によりネーデルランド・ダンス・シアターのために作曲された。タイトルの『夢の時』は、アボリジニの神話「ドリームタイム (夢の時)」から採られている。
1980年 (昭和55年) 8月、武満はオーストラリア北部にあるグルートアイランド島に招かれた。この時にアボリジニの民俗に触れた武満は、特にその神話に感銘を受け、委嘱作品のテーマに神話「ドリームタイム」を選んだ。また、「ドリームタイム」に題材をとった他の作品として、フルートとオーケストラのための作品『ウォーター・ドリーミング』(I hear water dreaming) が書かれた。
武満は1975年 (昭和50年) 作曲の『カトレーン』以降数をテーマにした作品、更に1977年 (昭和52年) の『鳥は星型の庭に降りる』から夢をテーマにした作品、1974年 (昭和49年) の『ガーデン・レイン』から水をテーマにした作品を書き、これらに関係した作品は晩年になっても作曲された。
「水」をテーマにした諸作品は、特に「海」をテーマとしたもの (『遠い呼び声の彼方へ!』や『海へ』など) が1980年代初頭に多く書かれ、これらには共通して「海」(sea) の音名であるEs-E-A (変ホ・ホ・イ) の音型が使われている。
『夢の時』は、タイトル通り「夢」をテーマにした作品だが、同時に「海」の音型が使われており、「水」をテーマにした作品の系列にも属している。

## 曲の構成
テンポが頻繁に変化するだけでなく、アチェルランドやラレンタンドなどの微妙なテンポ変化の指示が細かく指定されておりデリケートな音楽である。
簡単な解説として武満自身が
「夢」が、その細部において鮮明でありながら、思いがけない非現実的な全体を示すように、この作品では短いエピソードが、一見とりとめもなく浮遊するように連なる。
と書いているが、1980年代初頭までに武満が書いた作品の中では特異な傾向を示している。
小さなエピソードが短時間前面に現れてはたちまち後景に退きながら、少し後になると再び突然現れるということが繰り返され、スコアを見てもどこに主旋律と呼べるものがあるのかもわからない複雑な構成の音楽である。この「短いエピソードが一見とりとめもなく浮遊するように連なる」作曲スタイルは1980年代中期以降の作品群の特徴で、『夢の時』はその先駆的作品をなしている。

## 編成
3管編成による。
- フルート 3 (2番はピッコロと、3番はピッコロとアルトフルートと持ち替え)
- オーボエ 3 (3番はコールアングレと持ち替え)
- クラリネット 3 (3番はバスクラリネットと持ち替え)
- ファゴット 2
- コントラファゴット 1
- ホルン 4
- トランペット 3
- トロンボーン 3
- チューバ 1
- 打楽器 3人 (グロッケンシュピール、マリンバ、ヴィブラフォン、チューブラー・ベル、吊りシンバル 2、ゴング 3、タムタム 2)
- ハープ 2
- チェレスタ 1
- 16編成の弦5部 (第1ヴァイオリン 16、第2ヴァイオリン 14、ヴィオラ 12、チェロ 10、コントラバス 8)

## 初演
1982年 (昭和57年) 6月27日、札幌市民会館において岩城宏之指揮札幌交響楽団によって世界初演された。本来はオランダで世界初演されるはずだったが予定が延期になったため、結果的に日本での初演が世界初演になった。

## 演奏時間
約14分

## 出版
ショット・ミュージック (スタディ・スコア SJ 1044)

## 録音
武満徹の諸作品中あまり演奏されないレパートリーにもかかわらず、録音数は比較的多い。
- 『作曲家の個展 '84コンサート・ライブ』岩城宏之指揮NHK交響楽団、CBSソニー 50AC1994-1995
- 岩城宏之指揮メルボルン交響楽団、RCA BVCC634
- 尾高忠明指揮BBCウェールズ交響楽団、BIS KKCC-2227
- 沼尻竜典指揮東京都交響楽団、日本コロンビア COCQ83156
- 高関健指揮群馬交響楽団、コジマ録音 ALCD8001
- 岩城宏之指揮札幌交響楽団、ドイツ・グラモフォン UCCG 45008/9、2021年[注 4]

### 注
1. ↑  正確には、「ドリームタイム」に触発されて描かれた絵画を題材にした作品[4]
2. ↑  例えば、「5」という数を基礎にして構成されている『フロム・ミー・フローズ・ホワット・ユー・コール・タイム』や、ドビュッシーの交響詩『海』の引用で構成されている『夢の引用』など[5]
3. ↑  もっとも、最初期の作品である『弦楽のためのレクイエム』の副主題において既にこの音型が現れているが、音型を意識的に操作する作曲技法には至っていない。その後もこの音型は頻繁に使用されている。例えば、1971年作曲の『冬』、1974年作曲の『フォリオス』、1975年作曲の『カトレーン』、1977年作曲の『鳥は星型の庭に降りる』でも既に現れている[6]。
4. ↑  世界初演のライブ録音。他に『ア・ウェイ・ア・ローンⅡ』と『海へⅡ』の世界初演のライブ録音と初演時の武満徹の講演を併録